# Acanthodelta echo
Acanthodelta echo là một loài bướm đêm trong họ Noctuidae.